# Alzey

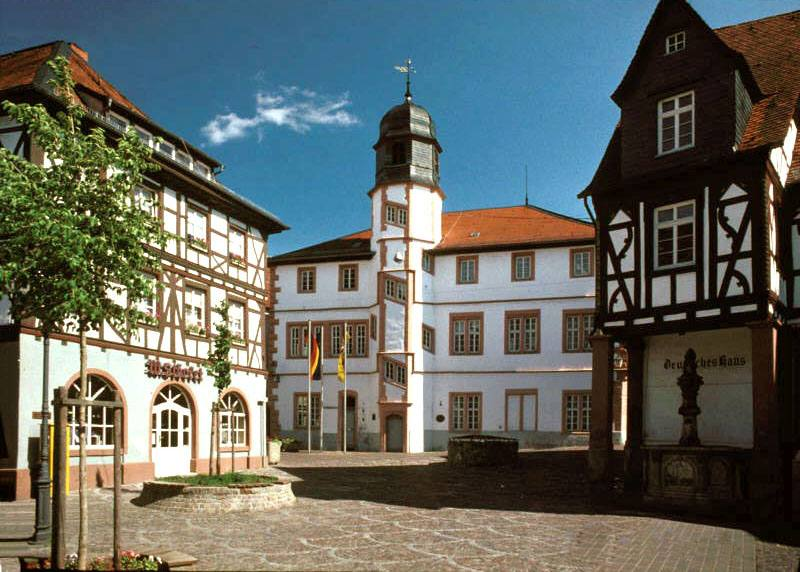
Alzey

Alzey este un oraș din landul Renania-Palatinat, Germania.